# آرتور اخمتخوزین
آرتور اخمتخوزین (روسی: Артур Камилевич Ахматхузин؛ زادهٔ ۲۸ مهٔ ۱۹۸۸) یک شمشیرباز اهل روسیه است که در رشتهٔ فلوره فعالیت می‌کند. او در المپیک ۲۰۱۶ ریو دو ژانیرو در مسابقات تیمی فلوره به مدال طلا دست یافت.

## فعالیت حرفه‌ای
نخستین حضور اختمخوزین در مسابقات بین‌المللی، مسابقات جهانی دانشجویان ۲۰۰۵ در لینتس بود که مدال برنز را به دست آورد. در همان سال، در مسابقات قهرمانی جوانان اروپا در تاپولتسا با تیم روسیه به مدال طلا دست یافت. در سال ۲۰۰۷ نیز در مسابقات قهرمانی جوانان اروپا در پراگ، مدال نقرهٔ تیمی را کسب کرد.
نخستین مدال اخمتخوزین در گروه سنی بزرگسال، مدال نقرهٔ جام جهانی شمشیربازی در ونیز در سال ۲۰۱۲ بود. در مسابقات قهرمانی جهان ۲۰۱۳ با شکست دادن لی شنگ (قهرمان المپیک) به بازی پایانی رسید؛ ولی مقابل شمشیربازی از آمریکا شکست خورد و مدال نقره را به گردن آویخت. او در مسابقات قهرمانی جهان ۲۰۱۵ نیز دو مدال نقرهٔ تیمی و برنز انفرادی را به دست آورد.
در المپیک ۲۰۱۶ ریو دو ژانیرو، اخمتخوزین در مسابقات تیمی به همراه تیم روسیه به مدال طلا دست یافت؛ ولی در مسابقات انفرادی در مرحلهٔ یک‌هشتم نهایی از الکساندر ماسیالاس شکست خورد و حذف شد.